# Грузино-мьянманские отношения
Грузино-мьянманские отношения — двусторонние отношения между Грузией и Мьянмой.

## Отношения
Дипломатические отношения между Грузией и Мьянмой были установлены 16 августа 1999 года. Связи между государствами остаются напряжёнными с момента грузинской революции роз 2003 года, особенно из-за тесных связей Мьянмы с Россией.
Президент Грузии Михаил Саакашвили часто приводил Мьянму в качестве примера авторитарного режима, от которого Грузия стремилась отличаться. В 2005 году во время визита президента США Джорджа Буша в Тбилиси он заявил о своей поддержке попыток Америки провести демократические реформы и положить конец тоталитарному правительству в этой юго-восточной азиатской стране. В 2007 году в своем ежегодном обращении к Генеральной Ассамблее Организации Объединенных Наций президент Саакашвили призвал международное сообщество поддержать продемократические протесты в Мьянме:
Сегодня в этом большом зале у нас есть возможность подтвердить один из основных принципов Организации Объединенных Наций: право каждого человека вести свободную и достойную жизнь; выражая нашу поддержку сотням тысяч монахов и простых граждан, осмелившихся искать свободы для народа Бирмы. 
 
 Мы должны твердо стоять с ними. Я очень надеюсь, что мы оглянемся назад и вспомним эту «шафрановую революцию» бирманских монахов как ещё один шаг в неизбежном марше свободы по планете.
В 2012 году, наложив вето на законопроект об освобождении заключенных, признанных «политическими заключёнными» грузинским парламентом, президент Саакашвили представил резкий контраст между демократическим развитием Грузии и авторитарным режимом Мьянмы.
Между тем Мьянма, формально признавая территориальную целостность Грузии, последовательно встала на сторону России в российско-грузинском конфликте. В 2006 году она была одной из 15 стран, проголосовавших против резолюции ООН, призывающей к возобновлению дебатов по сепаратистским конфликтам в Грузии, Азербайджане, Украине и Молдавии. С 2008 года Мьянма ежегодно голосует (за исключением 2016 года, когда делегация Мьянмы отсутствовала на Генеральной Ассамблее) против  резолюции ООН, призывающей к возвращению внутренне перемещенных лиц в Абхазию и Южную Осетию, в том числе в 2013 году, несмотря на попытку президента Саакашвили лоббировать вице-президента Мьянмы Сайн Мау Кхана. Грузинские дипломаты в ООН часто сравнивают кризис беженцев рохинджа с ситуацией беженцев в Грузии.
В культурном отношении Грузия и Мьянма поддерживали ограниченные, но тёплые отношения. Три грузинских фильма, снятых семьей женщин-режиссеров, были показаны в 2015 году во время Международного кинофестиваля «Память» в Янгоне.